# Hydrelia pulchraria
Hydrelia pulchraria là một loài bướm đêm trong họ Geometridae.